# Battuda
Battuda là một đô thị ở tỉnh Pavia trong vùng Lombardia của Ý, có cự ly khoảng 25 km về phía tây nam của Milan và khoảng 11 km về phía tây bắc của Pavia. Tại thời điểm ngày 31 tháng 12 năm 2004, đô thị này có dân số 339 người và diện tích là 7,0 km².
Battuda giáp các đô thị sau: Marcignago, Rognano, Trivolzio, Trovo, Vellezzo Bellini.